# Arlind Ajeti
Arlind Afrim Ajeti (n. 25 septembrie 1993, Basel, Cantonul Basel-Oraș, Elveția) este un fotbalist albanez și elvețian, care joacă pe post de fundaș central la Bodrum FK⁠(d) în Süper Lig. Pe plan internațional, are prezențe la națională pentru Elveția U17⁠(d), Elveția U18⁠(d), Elveția U19⁠(d), Elveția U20⁠(d), Elveția U21⁠(d) și Albania.

## Copilăria
Ajeti s-a născut la Basel, Elveția, din părinți albanezi originari din Podujevo, Kosovo, care au emigrat în Elveția, la fel ca mulți kosovari în anii 1990. Arlind a fost primul copil al lui Afrim și Sylbije Ajeti. El este fratele mai mare al gemenilor, de asemenea fotbaliști, Albian, care joacă pentru Celtic și naționala Elveției sub-21, și Adonis, care a jucat cel mai recent pentru St. Gallen . În iulie 2015, întreaga familie a devenit cetățeni albanezi. Tatăl său Afrim a fost și el fotbalist, evoluând ca portar.

## Cariera de club

### Primii ani
Tatăl lui Ajeti, Afrim, a fost o inspirație pentru el, aceștia jucându-se împreună de la vârsta de 8 ani a lui Arlind, înainte ca acesta să înceapă să joace fotbal pentru juniorii lui FC Concordia Basel la vârsta de 10 ani. În 2004 a devenit jucător la Basel, reprezentând echipele sub-16, sub-18 și sub-21. Cu echipa sub-21 de ani a jucat începând cu sezonul 2010–11 până în 2014–15 în 1. Liga Promotion, adunând în total 67 de apariții în care a marcat 4 goluri. 

### Basel
La 2 ianuarie 2011, a semnat primul său contract profesionist cu FC Concordia Basel, pe doi ani și jumătate, și a fost convocat la prima echipă înainte de sezonul 2011-2012. A fost eligibil pentru a juca pentru nou formata echipă sub-19 de la Basel în seria NextGen 2011–12, jucând primul meci al echipei împotriva lui Tottenham Hotspur pe 17 august 2011.
Și-a făcut debutul în campionat ca înlocuitor pe 28 august 2011, în victoria cu 2-1 pe teren propriu împotriva lui FC Thun .  La sfârșitul sezonului 2011–12 a câștigat dublu, titlul de campionat al Ligii  și Cupa Elveției  cu Basel. A jucat o singură dată în ligă și a avut doar două apariții în Cupa Elveției cu prima echipă, dar a jucat regulat cu echipa Sub-21.
La sfârșitul sezonului 2012-2013 al Superligii Elveției, Ajeti a câștigat pentru a doua oară titlul de campionat și a fost vicecampion în Cupa Elveției cu Basel. În UEFA Europa League 2012-2013, Basel a avansat în semifinale, dar a fost eliminată cu 2-5 la general de deținătoarea Ligii Campionilor UEFA, Chelsea.
La începutul sezonului 2013-2014, pe 5 octombrie 2013, Ajeti a marcat primul său gol în ligă în victoria cu 2-1 în deplasare împotriva lui Lausanne-Sport. La sfârșitul sezonului 2013-2014, Ajeti a câștigat al treilea său campionat cu Basel. Au ajuns și în finala Cupei Elveției 2013–14, dar au fost învinși cu 2–0 de Zürich după prelungiri. În sezonul Ligii Campionilor 2013–14, Basel a terminat grupa pe poziția a treia pentru a se califica în faza eliminatorie a Europa League și aici a avansat până în sferturile de finală.
Sezonul 2014–15 a fost unul foarte reușit pentru Basel. Campionatul a fost câștigat pentru a șasea oară consecutiv în acel sezon, iar în Cupa Elveției 2014–15 au ajuns în finală. Dar pentru al treilea sezon la rând, au terminat pe locul secund, pierzând cu 3–0 în finală contra lui FC Sion. Basel a intrat în Liga Campionilor în faza grupelor și a ajuns în faza eliminatorie, după ce a reușit o remiza 1–1 pe Anfield împotriva lui Liverpool pe 9 decembrie 2014. Dar apoi, Basel a pierdut în fața lui Porto în optimile de finală. Basel a jucat un total de 65 de meciuri (36 de meciuri din Liga Elvețiană, 6 în Cupa Elveției, 8 în Liga Campionilor și 15 de meciuri de testare). Cu toate acestea, sub comanda antrenorului Paulo Sousa, sezonul 2014-15 nu a fost unul de succes pentru Ajeti. El a totalizat doar 17 apariții pentru echipă, doar trei în campionat, două în cupă și doar una în Liga Campionilor, reușind totuși 11 apariții în jocuri de testare.
Ajeti a devenit unul dintre cei trei fotbaliști internaționali albanezi care au participat pentru prima dată în istorie în faza eliminatorie a Ligii Campionilor UEFA, alături de colegii săi de la Basel Shkëlzen Gashi și Taulant Xhaka.

### Frosinone
La 24 noiembrie 2015, după șase luni ca jucător liber după încheierea contractului său la Basel, Ajeti a semnat un contract până la sfârșitul sezonului cu nou-promovata echipă din Serie A Frosinone. I s-a oferit numărul vacant 93, număr pe care l-a ales datorită anului de naștere. El a fost prezentat presei două zile mai târziu, unde a spus că a juca în Serie A este un „vis devenit realitate”, și a mulțumit clubului pentru că i-a oferit această oportunitate.
A fost convocat pentru primul său meci pe 6 decembrie 2015, împotriva lui Chievo Verona, pe Stadio Matusa, unde a fost folosit ca rezervă neutilizată. În cele din urmă, a debutat împotriva lui Sassuolo pe 6 ianuarie când a fost implicat într-un autogol, dar a marcat și el în acel meci.
În final, Frosinone a retrogradat în Serie B.

### Torino
Pe 7 iulie 2016, Torino a finalizat semnarea lui Ajeti. El a încheiat un contract pe trei ani, cu opțiune de prelungire pentru încă doi ani. Salariul lui a fost raportat la 500.000 de euro pe sezon. El și-a făcut debutul pe 5 februarie 2017 împotriva lui Empoli. O săptămână mai târziu a marcat primul său gol împotriva Pescarei în minutul 9 pentru a duce scorul la 2–0 și și-a marcat un autogol mai târziu, dar totuși Torino a câștigat meciul cu 5–3.

#### Împrumutul la Crotone
La 1 august 2017, Ajeti a fost împrumutat tot în Serie A, la FC Crotone, până la sfârșitul sezonului 2017-2018, cu opțiune de cumpărare. În meciul cu Chievo din 17 decembrie 2017, Ajeti a încercat un șut, care a fost deviat în poarta goală de Ante Budimir, ceea ce a fost suficient pentru a-i oferi lui Crotone o victorie cu 1-0.

### Grasshoppers
Pe 13 septembrie 2018, Ajeti a devenit oficial jucătorul lui Grasshoppers prin semnarea unui contract inițial pe un an cu opțiune de prelungire pentru încă doi ani, revenind astfel în Elveția după trei ani.

### Vejle BK
Pe 18 februarie 2020, clubul din Divizia 1 Daneză Vejle Boldklub a confirmat că l-a semnat pe Ajeti. Clubul nu a dezvăluit pentru cât timp semnase Ajeti.

### Padova
Pe 16 noiembrie 2021, a semnat cu Padova în Serie C pentru un sezon, cu opțiune de prelungire pentru încă un an.

### Pordenone
Pe 12 iulie 2022, Ajeti s-a alăturat lui Pordenone cu un contract pe doi ani.

## Cariera internațională

### Elveția
Ajeti și-a făcut debutul pentru echipa Elveției Sub-17 în meciul împotriva Suediei din 4 martie 2010. El a debutat cu echipa Elveției Sub-18 pe 15 septembrie 2010, în remiza 2–2 cu Belgia Sub-18. În timpul calificărilor pentru Campionatul European de Fotbal Sub-19 UEFA din 2011, Ajeti a jucat primul său meci pentru Elveția Sub-19 ca rezervă în meciul din Grupa 2 împotriva Angliei pe 2 iunie 2011.
Pe 6 februarie 2013, Ajeti a debutat cu echipa Elveției Sub-21 pe stadionul El Madrigal din Villarreal, Spania. A jucat întregul meci, dar s-a încheiat cu o înfrângere cu 1-0 în fața echipei Sub-21 a Slovaciei. El a jucat ultimul său joc pentru echipele de tineret elvețiene pe 24 septembrie 2014. Aceasta a fost o înfrângere cu 2-0 împotriva echipei Sub-21 a Ucrainei în timpul meciurilor de calificare la Campionatul European UEFA Sub-21 din 2015.

### Albania
După meciul abandonat dintre Serbia și Albania, disputat pe 14 octombrie 2014, mulți fotbaliști de origine albaneză și-au exprimat dorința de a juca pentru naționala Albaniei și Ajeti a fost primul care a făcut acest lucru, invocând că vrea să joace la echipa de seniori a Albaniei. 
Și-a făcut debutul pentru Albania pe 14 noiembrie 2014 într-un amical împotriva gazdei Euro 2016, Franța, intrând în minutul 69 în locul lui Amir Abrashi. Pe 5 martie 2015, Ajeti a obținut cetățenia albaneză împreună cu Naser Aliji pentru a fi eligibl să joace pentru Albania în meciurile oficiale de calificare.

#### Euro 2016
Pe 21 mai 2016, Ajeti a fost numit în echipa preliminară de 27 de oameni a Albaniei pentru UEFA Euro 2016 și în echipa finală de 23 de oameni a Albaniei pe 31 mai, unde i s-a oferit tricoul cu numărul 18.
Pe 28 mai, el a marcat primul său gol internațional în timpul meciului de pregătire a Euro 2016 împotriva Qatarului, care s-a încheiat cu o victorie 3-1.
Ajeti a fost rezervă nefolositî în primul meci al Albaniei de la Euro împotriva Elveției, care s-a încheiat cu o înfrângere cu 1-0. În al doilea meci împotriva țării gazdă Franța, datorită suspendării lui Lorik Cana, Ajeti a început ca titular și a făcut o performanță consistentă, dar a fost nevoit să fie înlocuit în minutul 85 din cauza unei accidentări; ieșirea lui a slăbit echipa care a primit două goluri pe final. În cel de-al treilea și ultimul meci al grupei, împotriva României, pe 19 iunie, Ajeti a produs o performanță de Omul Meciului, ajutând echipa să păstreze poarta apărată într-o victorie cu 1-0, pentru a oferi speranțe pentru faza eliminatorie. Cu Ajeti pe teren, Albania nu a primit niciun gol pe parcursul competiției, făcându-l favoritul multor fani albanezi. Albania a terminat grupa pe locul trei cu trei puncte și cu un golaveraj -2, clasându-se pe ultimul loc în echipele de pe locul trei, fiind cele din urmă eliminați.

#### Calificările la Cupa Mondială FIFA 2018
Ajeti nu a putut să se alăture echipei naționale a Albaniei în primele trei meciuri de calificare la Cupa Mondială FIFA 2018, în septembrie și octombrie 2016, din cauza unei accidentări. El a fost convocat pentru al patrulea meci împotriva Israelului pe 12 noiembrie 2016, dar nu a putut să-și revină la timp pentru a juca acest meci. El a fost convocat pentru prima dată după recuperarea completă pentru un meci de calificare la Cupa Mondială FIFA 2018 împotriva Italiei pe 24 martie și un amical împotriva Bosniei și Herțegovinei pe 28 martie 2017.

## Viața personală
În iunie 2015, Ajeti s-a căsătorit cu Pranvera Krasniqi. În ciuda faptului că s-au născut și au crescut în Elveția, toți frații Ajeti au cunoștințe de limba albaneză și au comunicat în mare parte în albaneză în viața lor privată.

## Palmares
Basel
- Superliga Elveției: 2011–12, 2012–13, 2013–14, 2014–15
- Cupa Elveției: 2011–12; finalist: 2012–13, 2013–14, 2014–15
- Uhrencup: 2013

Vejle
- Prima Divizie Daneză: 2019–20

Padova
- Coppa Italia Serie C: 2021–22

Individual
- UEFA Euro 2016 Grupa A - România vs Albania: Omul Meciului[54]